# 詹姆斯·穆雷
詹姆斯·奧古斯塔·亨利·穆雷爵士（Sir James Augustus Henry Murray，1837年2月7日—1915年7月26日），蘇格蘭人，英國辭書學家，以主編《牛津英語辭典》聞名。

## 生平
1837年2月7日詹姆斯·穆雷出生於蘇格蘭羅克斯堡郡德諾姆，是布店商人托馬斯·穆雷（Thomas Murray）的長子，他的弟兄們包括查爾斯·奧利弗·穆雷（ Charles Oliver Murray），後者是後來的《紐卡斯爾日報》的編輯。孩童時代的詹姆斯·穆雷性格早熟，學習興趣濃厚。由於他的父母沒有能力繼續供他讀書，他14歲那年退學。靠著自學，他17歲那年成爲霍伊克中學（Hawick High School）的教師，三年之後，他成爲該地區私人單日制學校（Subscription school）的校董。1856年他成爲霍伊克考古學會的創始人之一。
1861年，穆雷與音樂教師瑪吉·斯科特（Maggie Scott）結識并於次年結婚。兩年後他們有了一個女兒，但很快死於肺結核，瑪吉也得了同樣的病，在醫生建議下，他們搬到了倫敦，以避開蘇格蘭潮濕寒冷的冬天。到了倫敦之後，穆雷在印度新金山中國渣打銀行（現渣打銀行）擔任行政工作，但同時他依舊在業務時間繼續研究他感興趣的學術領域。一年之後，他的夫人瑪吉去世。兩年之後，他與第二任妻子艾達·艾格尼絲·魯斯文（Ada Agnes Ruthven）結婚。婚禮上穆雷邀請了他的朋友——電話之父貝爾做他的伴郎，據説貝爾早先曾經接受過穆雷的初級電學方面的指導。
在那段時間，穆雷對語言學、詞源學產生了濃厚的興趣。他在給大英博物館印刷書籍管理員托馬斯·沃茨（Thomas Watts）的一封求職申請自薦信中寫道：他是語言方面的專家，除了能非常數量地掌握意大利語、法語、加泰羅尼亞語、西班牙語和拉丁語，也能較爲熟練地掌握荷蘭語、德語、丹麥語，另外還略微通曉俄語、葡萄牙語、希伯來語、敘利亞語、普羅旺斯語和其他各種方言。甚至還能略知阿拉伯語、腓尼基語、凱爾特語等，可以用希伯來語和敘利亞語閲讀和引用《舊約》、《別西大譯本》等。
1869年，穆雷成爲倫敦語言學會的理事，1873年他辭去了銀行工作，囘到了米爾山學校（位於倫敦米爾山）教書。隨後，他出版了《蘇格蘭南部各縣方言》（The Dialect of the Southern Counties of Scotland）。1881年他被選爲美國哲學會成員。
穆雷與艾達共生了11個孩子，依據他的岳父喬治·魯斯文（George Ruthven）的要求，他們的名字裏都有魯斯文（Ruthven）的名字。長子哈羅德·穆雷成爲了著名的國際象棋歷史學家，四子奧斯溫·穆雷在1917年至1936年期間擔任英國海軍部的常任秘書，另外一個兒子威爾弗理德·喬治·魯斯文·穆雷（Wilfrid George Ruthven Murray）寫了關於他父親的傳記，並幫助他編篡了《牛津英語辭典》。所有的孩子都活到了成年，這在當時是很不尋常的。
1915年7月26日詹姆斯·穆雷因患胸膜炎於牛津去世，依照他的要求，他的下葬墓地安排在他最要好的朋友詹姆斯·莱格的墓旁。

## 編纂《牛津英語詞典》

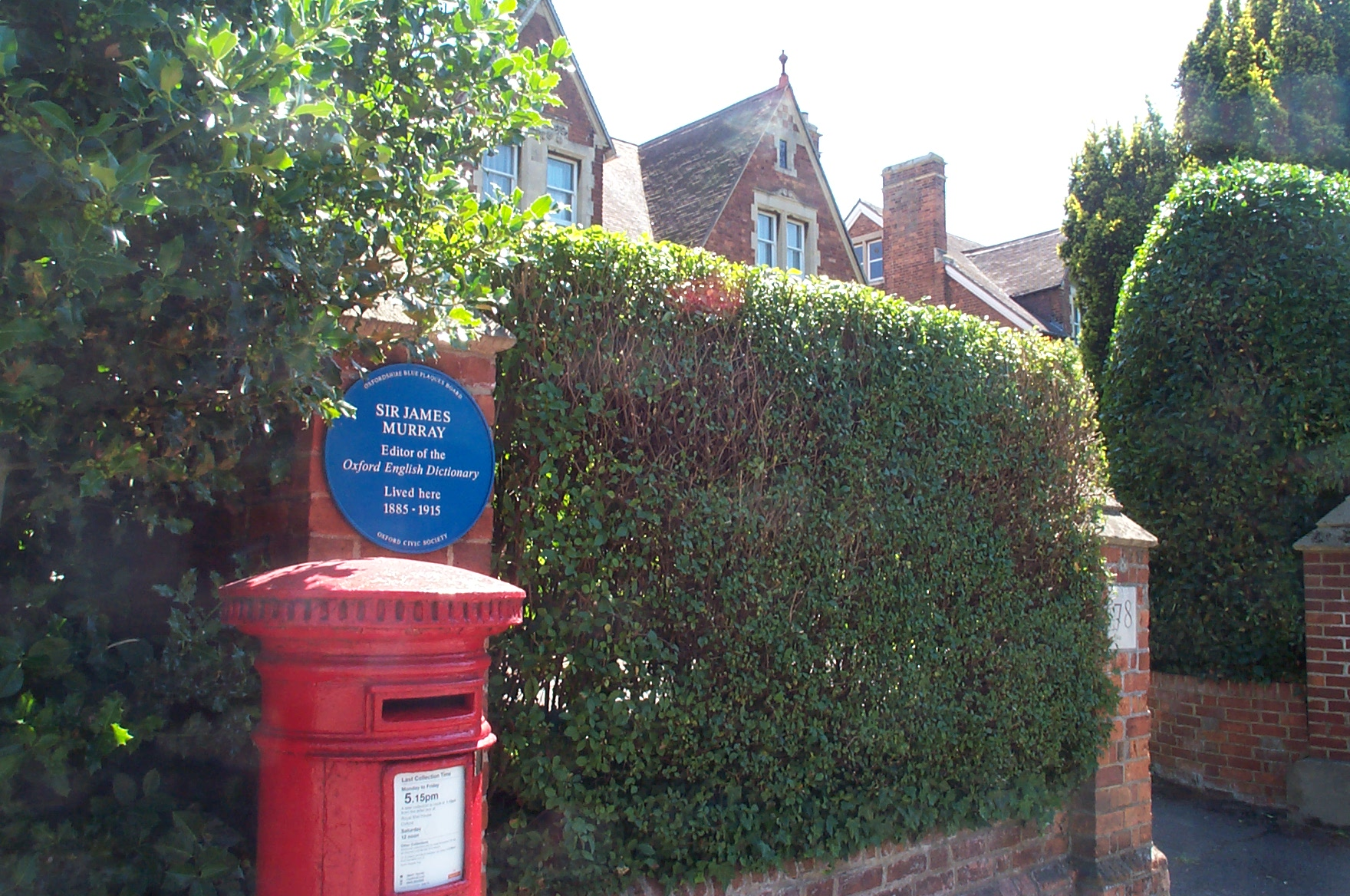
位於牛津市班佈里路78號的詹姆斯·穆雷的舊居，藍色牌匾（英國的名人住所地標）於2002年安裝

1878年4月26日，穆雷應邀前往牛津大學會見牛津大學出版社的代表，大學方面希望他接任新英語辭典的編輯領導工作，并且期待這個新辭典能夠收錄當時英語世界中出現的包括各種含義的所有單詞，以取代既有的《約翰遜字典》。
1879年3月1日，雙方簽訂了協議，穆雷負責牽頭編纂新英語辭典，即：《牛津英語辭典》。最初辭典預計10年之内完成，頁數為7000多頁，分4卷，1928年第一版完整的《牛津英語辭典》問世時，辭典卷數達到了12卷，其中共收集了414,825個單詞定義以及1,827,306個解釋含義的引文。
為編篡工作做準備，穆雷在米爾山學校的院子裏搭建了一個鐵皮房（corrugated-iron）作爲編篡工作室，工作室裏安置他的工作團隊以及堆放大量書籍資料，除了自己和團隊們一起編篡以外，還呼籲整個英語世界社會予以協作，於是從外界紛紛寄來大量的資料，爲了儘早完成辭典的編輯，穆雷辭去了學校的教學職位，全身心地投入了編篡工作。
1884年夏天，穆雷和家人搬到了牛津北部的班佈里路的一個大房子。穆雷在后花園建起了第二個工作室，這個工作室要比米爾山學校的要大很多。可以存放更多的紙片資料和書籍資料。由於收到的郵件數量越來越多，郵局在穆雷的工作室外面專門設立了一個特別郵箱。外界只要在信封寫上“寄給牛津的穆雷先生”，即便是沒有寫明地址，都可以投遞到。由於收到來自世界各地的郵件，穆雷也收集了不少郵票，後來他成爲了牛津集郵協會的主席。
編篡工作量巨大，年齡和健康問題也困擾著他，但是絲毫沒有減少他的工作熱情，他把一生的大部分時間奉獻給這項工作，他去世之前，辭典的詞條編輯到了“T”字母。1908年牛津大學授予他騎士勛章，但他始終沒有獲得牛津大學的正式學位，直到去世前一年才獲得了牛津大學的榮譽博士學位。
在這裏，值得一提的是威廉·切斯特·米諾。米諾是美國人，作爲軍隊外科醫生參加過南北戰爭。後來患上妄想症，來英國之後犯下殺人罪。考慮到他的病情，他被關押在條件舒適的監獄療養所。使他可以有大量時間閲讀書籍，當他得知穆雷招募協助編篡辭典的義工時，他於是參加了編篡工作。由於他的驚人能力，在辭典的編篡過程中，米諾的貢獻最重大，得到了穆雷的稱贊，穆雷多次去監獄探訪了他。根據這個史實，美國與愛爾蘭在2019年合拍了一部名爲《教授與瘋子》的電影（The Professor and the Madman），敘述了這段軼事。

## 延伸閱讀
- Murray, KM Elisabeth,  (biography), Yale University Press, 1977, ISBN 0-300-08919-8 (his granddaughter).
- Winchester, Simon, , OUP, 2003, ISBN 0-19-860702-4.
- Murray is also the "professor" referred to in ———,  (US: The Professor and the Madman), even though he was never actually granted a professorship by Oxford. Dr. William Chester Minor, a volunteer who worked on the dictionary, was the "madman".

## 外部連結
- Oxford Dictionary of National Biography website entry for James Murray （页面存档备份，存于）
- Crime Library biography with photographs
- Broadmoor's Word-Finder (on Minor and Murray) （页面存档备份，存于）
- Biography at Bikwil.com
- Biography at Denholm Village's website
- Blue plaque to Murray on his Banbury Road home （页面存档备份，存于）
- 詹姆斯·穆雷的作品  - 古騰堡計劃
- 互联网档案馆中詹姆斯·穆雷的作品或与之相关的作品